# Eleições autárquicas portuguesas de 1993 no distrito de Évora
| Eleições autárquicas portuguesas de 1993 Distritos: Aveiro \| Beja \| Braga \| Bragança \| Castelo Branco \| Coimbra \| Évora \| Faro \| Guarda \| Leiria \| Lisboa \| Portalegre \| Porto \| Santarém \| Setúbal \| Viana do Castelo \| Vila Real \| Viseu \| Açores \| Madeira |

## Resultados por concelho
Os resultados nos concelhos do distrito de Évora foram os seguintes:

### Alandroal
| Partido                 | Partido                        | Votos | %               | +/-  | Vereadores | +/-     |
| ----------------------- | ------------------------------ | ----- | --------------- | ---- | ---------- | ------- |
|                         | Coligação Democrática Unitária | 2 484 | 55,65 / 100,00  | 9,56 | 3 / 5      | Estável |
|                         | Partido Socialista             | 958   | 21,46 / 100,00  | 6,83 | 1 / 5      | Estável |
|                         | Partido Social Democrata       | 760   | 17,03 / 100,00  | 5,80 | 1 / 5      | Estável |
|                         | Partido Popular                | 83    | 1,86 / 100,00   | -    | 0 / 5      | -       |
| Votos Inválidos         | Votos Inválidos                | 179   | 4,01 / 100,00   | 1,22 |            |         |
| Total                   | Total                          | 4 464 | 100,00 / 100,00 |      | 5 / 5      |         |
| Eleitorado/Participação | Eleitorado/Participação        | 6 474 | 68,95 / 100,00  | 2,90 |            |         |

### Arraiolos
| Partido                 | Partido                        | Votos | %               | +/-  | Vereadores | +/-     |
| ----------------------- | ------------------------------ | ----- | --------------- | ---- | ---------- | ------- |
|                         | Coligação Democrática Unitária | 3 082 | 63,22 / 100,00  | 0,12 | 4 / 5      | Estável |
|                         | Partido Social Democrata       | 1 147 | 23,53 / 100,00  | 1,63 | 1 / 5      | Estável |
|                         | Partido Socialista             | 470   | 9,64 / 100,00   | 1,30 | 0 / 5      | Estável |
| Votos Inválidos         | Votos Inválidos                | 176   | 3,61 / 100,00   | 0,45 |            |         |
| Total                   | Total                          | 4 875 | 100,00 / 100,00 |      | 5 / 5      |         |
| Eleitorado/Participação | Eleitorado/Participação        | 6 945 | 70,19 / 100,00  | 1,57 |            |         |

### Borba
| Partido                 | Partido                        | Votos | %               | +/-  | Vereadores | +/-     |
| ----------------------- | ------------------------------ | ----- | --------------- | ---- | ---------- | ------- |
|                         | Coligação Democrática Unitária | 2 489 | 49,05 / 100,00  | 0,21 | 3 / 5      | Estável |
|                         | Partido Socialista             | 1 299 | 25,60 / 100,00  | 4,51 | 1 / 5      | Estável |
|                         | Partido Social Democrata       | 1 020 | 20,10 / 100,00  | 5,47 | 1 / 5      | Estável |
| Votos Inválidos         | Votos Inválidos                | 266   | 5,24 / 100,00   | 1,15 |            |         |
| Total                   | Total                          | 5 074 | 100,00 / 100,00 |      | 5 / 5      |         |
| Eleitorado/Participação | Eleitorado/Participação        | 7 028 | 72,20 / 100,00  | 2,81 |            |         |

### Estremoz
| Partido                 | Partido                        | Votos  | %               | +/-   | Vereadores | +/-     |
| ----------------------- | ------------------------------ | ------ | --------------- | ----- | ---------- | ------- |
|                         | Coligação Democrática Unitária | 3 454  | 34,94 / 100,00  | 7,34  | 3 / 7      | 1       |
|                         | Partido Social Democrata       | 2 295  | 33,33 / 100,00  | 4,45  | 2 / 7      | Estável |
|                         | Partido Socialista             | 2 329  | 23,56 / 100,00  | 15,71 | 2 / 7      | 1       |
|                         | Partido Popular                | 400    | 4,05 / 100,00   | -     | 0 / 7      | -       |
| Votos Inválidos         | Votos Inválidos                | 407    | 4,12 / 100,00   | 0,12  |            |         |
| Total                   | Total                          | 9 885  | 100,00 / 100,00 |       | 7 / 7      |         |
| Eleitorado/Participação | Eleitorado/Participação        | 14 574 | 67,83 / 100,00  | 0,51  |            |         |

### Évora
| Partido                 | Partido                        | Votos  | %               | +/-  | Vereadores | +/-     |
| ----------------------- | ------------------------------ | ------ | --------------- | ---- | ---------- | ------- |
|                         | Coligação Democrática Unitária | 16 018 | 58,23 / 100,00  | 6,81 | 5 / 7      | 1       |
|                         | Partido Social Democrata       | 4 789  | 17,41 / 100,00  | 9,70 | 1 / 7      | 1       |
|                         | Partido Socialista             | 4 227  | 15,37 / 100,00  | 2,32 | 1 / 7      | Estável |
|                         | Partido Popular                | 1 490  | 5,42 / 100,00   | -    | 0 / 7      | -       |
| Votos Inválidos         | Votos Inválidos                | 985    | 3,58 / 100,00   | 0,20 |            |         |
| Total                   | Total                          | 27 509 | 100,00 / 100,00 |      | 7 / 7      |         |
| Eleitorado/Participação | Eleitorado/Participação        | 45 101 | 60,99 / 100,00  | 3,27 |            |         |

### Montemor-o-Novo
| Partido                 | Partido                        | Votos  | %               | +/-  | Vereadores | +/-     |
| ----------------------- | ------------------------------ | ------ | --------------- | ---- | ---------- | ------- |
|                         | Coligação Democrática Unitária | 6 166  | 53,84 / 100,00  | 7,21 | 5 / 7      | Estável |
|                         | Partido Socialista             | 2 440  | 21,31 / 100,00  | 1,77 | 1 / 7      | Estável |
|                         | Partido Social Democrata       | 2 182  | 19,05 / 100,00  | 3,13 | 1 / 7      | Estável |
|                         | Partido Popular                | 380    | 3,32 / 100,00   | -    | 0 / 7      | -       |
| Votos Inválidos         | Votos Inválidos                | 284    | 2,48 / 100,00   | 1,01 |            |         |
| Total                   | Total                          | 11 452 | 100,00 / 100,00 |      | 7 / 7      |         |
| Eleitorado/Participação | Eleitorado/Participação        | 16 611 | 68,94 / 100,00  | 1,04 |            |         |

### Mora
| Partido                 | Partido                        | Votos | %               | +/-   | Vereadores | +/-     |
| ----------------------- | ------------------------------ | ----- | --------------- | ----- | ---------- | ------- |
|                         | Coligação Democrática Unitária | 2 066 | 51,47 / 100,00  | 2,61  | 3 / 5      | Estável |
|                         | Partido Social Democrata       | 858   | 21,38 / 100,00  | 16,84 | 1 / 5      | 1       |
|                         | Partido Socialista             | 795   | 19,81 / 100,00  | 10,80 | 1 / 5      | 1       |
|                         | Partido Popular                | 150   | 3,74 / 100,00   | -     | 0 / 5      | -       |
| Votos Inválidos         | Votos Inválidos                | 145   | 3,62 / 100,00   | 0,29  |            |         |
| Total                   | Total                          | 4 014 | 100,00 / 100,00 |       | 5 / 5      |         |
| Eleitorado/Participação | Eleitorado/Participação        | 5 704 | 70,37 / 100,00  | 4,84  |            |         |

### Mourão
| Partido                 | Partido                           | Votos | %               | +/-   | Vereadores | +/-     |
| ----------------------- | --------------------------------- | ----- | --------------- | ----- | ---------- | ------- |
|                         | Partido Socialista                | 641   | 33,26 / 100,00  | 4,19  | 2 / 5      | Estável |
|                         | Partido Social Democrata          | 591   | 30,67 / 100,00  | 2,04  | 2 / 5      | 1       |
|                         | Coligação Democrática Unitária    | 402   | 20,86 / 100,00  | 17,07 | 1 / 5      | 1       |
|                         | Partido Popular                   | 223   | 11,57 / 100,00  | -     | 0 / 5      | -       |
|                         | Partido da Solidariedade Nacional | 18    | 0,93 / 100,00   | Novo  | 0 / 5      | Novo    |
| Votos Inválidos         | Votos Inválidos                   | 52    | 2,70 / 100,00   | 1,66  |            |         |
| Total                   | Total                             | 1 927 | 100,00 / 100,00 |       | 5 / 5      |         |
| Eleitorado/Participação | Eleitorado/Participação           | 2 734 | 70,48 / 100,00  | 3,92  |            |         |

### Portel
| Partido                 | Partido                        | Votos | %               | +/-  | Vereadores | +/-     |
| ----------------------- | ------------------------------ | ----- | --------------- | ---- | ---------- | ------- |
|                         | Coligação Democrática Unitária | 2 367 | 48,90 / 100,00  | 1,46 | 3 / 5      | Estável |
|                         | Partido Socialista             | 1 991 | 41,14 / 100,00  | 5,28 | 2 / 5      | Estável |
|                         | Partido Social Democrata       | 323   | 6,67 / 100,00   | -    | 0 / 5      | -       |
| Votos Inválidos         | Votos Inválidos                | 159   | 3,28 / 100,00   | 0,06 |            |         |
| Total                   | Total                          | 4 840 | 100,00 / 100,00 |      | 5 / 5      |         |
| Eleitorado/Participação | Eleitorado/Participação        | 6 548 | 73,92 / 100,00  | 1,58 |            |         |

### Redondo
| Partido                 | Partido                        | Votos | %               | +/-  | Vereadores | +/-     |
| ----------------------- | ------------------------------ | ----- | --------------- | ---- | ---------- | ------- |
|                         | Coligação Democrática Unitária | 2 512 | 61,13 / 100,00  | 3,33 | 4 / 5      | 1       |
|                         | Partido Socialista             | 790   | 19,23 / 100,00  | 1,30 | 1 / 5      | Estável |
|                         | Partido Social Democrata       | 471   | 11,46 / 100,00  | 9,08 | 0 / 5      | 1       |
|                         | Partido Popular                | 130   | 3,16 / 100,00   | -    | 0 / 5      | -       |
| Votos Inválidos         | Votos Inválidos                | 206   | 5,01 / 100,00   | 1,29 |            |         |
| Total                   | Total                          | 4 109 | 100,00 / 100,00 |      | 5 / 5      |         |
| Eleitorado/Participação | Eleitorado/Participação        | 6 813 | 60,31 / 100,00  | 4,93 |            |         |

### Reguengos de Monsaraz
| Partido                 | Partido                           | Votos | %               | +/-   | Vereadores | +/-     |
| ----------------------- | --------------------------------- | ----- | --------------- | ----- | ---------- | ------- |
|                         | Partido Socialista                | 3 113 | 52,69 / 100,00  | 12,27 | 3 / 5      | 1       |
|                         | Coligação Democrática Unitária    | 1 654 | 28,00 / 100,00  | 7,15  | 2 / 5      | Estável |
|                         | Partido Social Democrata          | 655   | 11,09 / 100,00  | 9,62  | 0 / 5      | 1       |
|                         | Partido da Solidariedade Nacional | 185   | 3,13 / 100,00   | Novo  | 0 / 5      | Novo    |
|                         | Partido Popular                   | 123   | 2,08 / 100,00   | -     | 0 / 5      | -       |
| Votos Inválidos         | Votos Inválidos                   | 178   | 3,01 / 100,00   | 0,72  |            |         |
| Total                   | Total                             | 5 908 | 100,00 / 100,00 |       | 5 / 5      |         |
| Eleitorado/Participação | Eleitorado/Participação           | 9 610 | 61,48 / 100,00  | 4,19  |            |         |

### Vendas Novas
| Partido                 | Partido                        | Votos | %               | +/-  | Vereadores | +/-     |
| ----------------------- | ------------------------------ | ----- | --------------- | ---- | ---------- | ------- |
|                         | Coligação Democrática Unitária | 3 446 | 52,39 / 100,00  | 2,76 | 3 / 5      | Estável |
|                         | Partido Socialista             | 1 690 | 25,69 / 100,00  | 8,18 | 1 / 5      | Estável |
|                         | Partido Social Democrata       | 1 026 | 15,60 / 100,00  | 8,28 | 1 / 5      | Estável |
|                         | Partido Popular                | 196   | 2,98 / 100,00   | -    | 0 / 5      | -       |
| Votos Inválidos         | Votos Inválidos                | 220   | 3,35 / 100,00   | 0,11 |            |         |
| Total                   | Total                          | 6 578 | 100,00 / 100,00 |      | 5 / 5      |         |
| Eleitorado/Participação | Eleitorado/Participação        | 9 664 | 68,07 / 100,00  | 1,97 |            |         |

### Viana do Alentejo
| Partido                 | Partido                        | Votos | %               | +/-   | Vereadores | +/- |
| ----------------------- | ------------------------------ | ----- | --------------- | ----- | ---------- | --- |
|                         | Coligação Democrática Unitária | 1 575 | 44,69 / 100,00  | 4,94  | 3 / 5      | 1   |
|                         | Partido Socialista             | 1 024 | 29,06 / 100,00  | 15,66 | 1 / 5      | 2   |
|                         | Partido Social Democrata       | 677   | 19,21 / 100,00  | 8,18  | 1 / 5      | 1   |
|                         | Partido Popular                | 81    | 2,30 / 100,00   | -     | 0 / 5      | -   |
| Votos Inválidos         | Votos Inválidos                | 167   | 4,74 / 100,00   | 0,24  |            |     |
| Total                   | Total                          | 3 524 | 100,00 / 100,00 |       | 5 / 5      |     |
| Eleitorado/Participação | Eleitorado/Participação        | 5 062 | 69,62 / 100,00  | 2,20  |            |     |

### Vila Viçosa
| Partido                 | Partido                        | Votos | %               | +/-   | Vereadores | +/- |
| ----------------------- | ------------------------------ | ----- | --------------- | ----- | ---------- | --- |
|                         | Partido Social Democrata       | 1 807 | 34,18 / 100,00  | 13,16 | 2 / 5      | 1   |
|                         | Coligação Democrática Unitária | 1 639 | 31,01 / 100,00  | 2,78  | 2 / 5      | 1   |
|                         | Partido Socialista             | 1 400 | 26,49 / 100,00  | 19,66 | 1 / 5      | 2   |
|                         | Partido Popular                | 237   | 4,48 / 100,00   | -     | 0 / 5      | -   |
| Votos Inválidos         | Votos Inválidos                | 203   | 3,84 / 100,00   | 0,77  |            |     |
| Total                   | Total                          | 5 286 | 100,00 / 100,00 |       | 5 / 5      |     |
| Eleitorado/Participação | Eleitorado/Participação        | 7 332 | 72,09 / 100,00  | 6,77  |            |     |